# Новаки (Полтавская область)
Новаки (укр. Новаки) — село, Новаковский сельский совет, Лубенский район, Полтавская область, Украина.
Код КОАТУУ — 5322885101. Население по переписи 2001 года составляло 1068 человек.
Является административным центром Новаковского сельского совета, в который, кроме того, входит село Пышное.
В Центральном государственном историческом архиве Украины в Киеве хранится исповедная ведомость села Новаки от 1763 года

## Географическое положение
Село Новаки находится на берегу пересыхающего ручья, ниже по течению на расстоянии в 7 км расположен город Лубны, на расстоянии в 1 км расположено село Клепачи. Рядом проходит автомобильная дорога М-03.

## Экономика
- Свино-товарная ферма.[источник не указан 1665 дней]
- ОАО «Рыбовод».[источник не указан 1665 дней]
- «Заря», ООО.[источник не указан 1665 дней]

## Объекты социальной сферы
- Детский сад.[источник не указан 1665 дней]
- Школа.[источник не указан 1665 дней]

## Персоналии
Здесь, в своём имении, в 1874 году умер генерал-лейтенант Евстафий Романович Менгден.